# Markis Kido
Markis Kido (Giacarta, 11 agosto 1984 – Tangerang, 14 giugno 2021) è stato un giocatore di badminton indonesiano, vincitore della medaglia d'oro ai Giochi olimpici di Pechino 2008, nel doppio.

## Palmarès
- Giochi olimpici

Pechino 2008: oro nel doppio.
- Campionati mondiali di badminton

2007 - Kuala Lumpur: oro nel doppio.